# James Robertson Justice
James Robertson Justice (* 15. Juni 1907 in Lewisham, County of London, als James Harold Norval Robertson-Justice; † 2. Juli 1975 in Romsey, Hampshire) war ein britischer Ornithologe und Schauspieler. Die Karriere von James Robertson-Justice umfasste mehrere Berufe und Passionen, von denen ihm vor allem seine Tätigkeit als Schauspieler internationale Popularität einbrachte, obwohl er sie einem Zufall verdankte und dafür niemals eine Ausbildung absolvierte.

## Leben und Wirken

### Journalist und Bürgerkriegskämpfer
Obwohl oft Wigtown in Schottland als Geburtsort des Mimen mit der tiefen Stimme, dem Vollbart und der imposanten Figur angegeben wird, wurde der patriotische Schotte James Robertson-Justice im County of London geboren. Nach dem Abschluss des renommierten Marlborough College nahm Robertson-Justice, der zehn Sprachen fließend beherrschte, ein Studium an der Universität Bonn auf, wo er zum Dr. phil. promoviert wurde. Anschließend arbeitete er eine Zeit lang für die Nachrichtenagentur Reuters. Im Spanischen Bürgerkrieg kämpfte der überzeugte Sozialist auf Seiten der spanischen Regierung gegen General Franco, nach Ausbruch des Zweiten Weltkrieges meldete er sich zur Royal Navy.

### Filmkarriere
Nach Ablauf seines Kriegsdienstes 1943 übernahm Robertson-Justice verschiedene Arbeiten, u. a. kleine Rollen in Aufführungen des Players Theatre in London. Dort wurde er vom Filmregisseur Harry Wyatt entdeckt, der ihm 1944 eine Rolle in der Komödie Fiddlers Three übertrug. Sein schauspielerischer Durchbruch kam vier Jahre später in der phantasievollen Komödie Vice Versa des jungen Peter Ustinov. Von da an entwickelte sich seine Filmkarriere ohne jegliche schauspielerische Ausbildung stetig und erfolgreich. Er spielte in unterschiedlichen Genres, so in teils historischen Abenteuerfilmen wie neben John Mills in Scotts letzte Fahrt über den britischen Polarforscher Robert Falcon Scott, mit dessen Sohn ihn eine lebenslange Freundschaft verband, neben Fredric March in Christopher Columbus, den Little John in Robin Hood und seine tollkühnen Gesellen und den getreuen Bootsmann Quist in Des Königs Admiral nach Cecil Scott Forester mit Gregory Peck in der Hauptrolle des Horatio Hornblower. Ebenso war er in Bibelverfilmungen (David und Bathseba), Historienfilmen (Land der Pharaonen), Literaturverfilmungen (Die Legion der Verdammten nach Victor Hugo), Kriegsfilmen (Die Kanonen von Navarone nach Alistair MacLean), Krimis (Dr. Crippen), Liebesdramen (Das Ruhekissen mit Brigitte Bardot) und Horrorfilmen (Außergewöhnliche Geschichten nach Edgar Allan Poe) zu sehen.
Oft spielte Robertson-Justice, der selbst 1950 erfolglos als Abgeordneter für die Labour Party kandidiert hatte, leicht bärbeißige Aristokraten, so etwa als Heinrich VIII. in Eine Prinzessin verliebt sich.
Besondere Popularität erreichte Robertson-Justice aber in Komödien. 1954 spielte er in der Krankenhaus-Komödie Aber, Herr Doktor… nach einem Roman von Richard Gordon den brummigen Chirurgen Sir Lancelot Spratt, den Vorgesetzten der Hauptfigur Simon Sparrow (in der deutschen Fassung Herbert Sperling, gespielt von Dirk Bogarde). Der Film war so erfolgreich, dass bis 1970 sechs weitere Teile folgten. In insgesamt sechs Filmen dieser Reihe verkörperte Robertson-Justice den Chefarzt Spratt, lediglich in Doktor Ahoi! trat er in einer anderen Rolle (als Kapitän) in Erscheinung. Damit stellt er die größte Kontinuität innerhalb der Reihe dar, während Bogarde nur in fünf Filmen als Dr. Sparrow agierte. Außerdem spielte er 1961 an der Seite von Margaret Rutherford in dem Miss-Marple-Film 16 Uhr 50 ab Paddington nach Agatha Christie – wiederum in der Rolle eines cholerischen Gentleman, der unter seiner rauen Schale durchaus gutmütig ist.
Daneben spielte Robertson-Justice auch in einigen deutschen Kinofilmen, etwa neben Nadja Tiller in Die Botschafterin, neben Senta Berger in Lange Beine – lange Finger und die Hauptrolle des Kapitän Freytag in der Siegfried-Lenz-Verfilmung Das Feuerschiff, sowie in deutsch-englischen Co-Produktionen, etwa neben Christopher Lee im Horrorfilm Ich, Dr. Fu Man Chu und als Sir John neben Brigitte Horney, Eddi Arent und Robert Morley im Edgar-Wallace-Film Das Geheimnis der weißen Nonne.

### Akademische Karriere
Neben seiner schauspielerischen Tätigkeit war James Robertson-Justice ein passionierter Ornithologe und Gründungsmitglied des Wildfowl Trust. 1948 entwickelte er eine Methode zum Einfangen von Wildenten mittels eines raketengetriebenen Netzes. Als Falkner unterwies er unter anderem Prinz Charles in der Falkenjagd. Darüber hinaus veröffentlichte er mehrere Aufsätze zu Themen der Ornithologie, der Wirtschaft und der Konversation.
Zwei Amtsperioden lang fungierte er zudem als Rektor der University of Edinburgh, deren Ehrendoktorwürde ihm 1960 verliehen wurde.

### Privatleben
James Robertson-Justice war zweimal verheiratet. Die erste Ehe mit einer Waliserin endete in Scheidung. 1961 lernte er die deutsch-baltische Schauspielerin Irene von Meyendorff kennen, die 1975 seine zweite Ehefrau wurde. In den letzten Jahren seines Lebens bekam Robertson-Justice zunehmend finanzielle und gesundheitliche Probleme. Er erlitt eine Reihe von Schlaganfällen, von denen er sich nie wieder richtig erholte. Irene von Meyendorff pflegte ihn in den letzten Jahren, bis er am 2. Juli 1975, nur wenige Tage nach seinem 68. Geburtstag, starb.

## Filmografie (Auswahl)
- 1944: Fiddlers Three
- 1947: Vice Versa
- 1948: Quartett (Quartet)
- 1948: Freut euch des Lebens (Whisky Galore!)
- 1948: Scotts letzte Fahrt (Scott of the Antarctic)
- 1949: Columbus Christopher Columbus
- 1950: Die schwarze Rose (The Black Rose)
- 1951: David und Bathseba (David and Bathseba)
- 1951: Des Königs Admiral (Captain Horatio Hornblower R.N.)
- 1951: Die Piratenkönigin
- 1952: Die Legion der Verdammten (Les Miserables)
- 1952: Robin Hood und seine tollkühnen Gesellen (Robin Hood and His Merrie Men)
- 1953: Eine Prinzessin verliebt sich (The Sword and the Rose)
- 1954: Aber, Herr Doktor… (Doctor in the House)
- 1955: Doktor Ahoi! (Doctor at Sea)
- 1955: Land der Pharaonen (Land of the Pharaos)
- 1955: X-Boote greifen an (Above Us the Waves)
- 1955: Sturm über dem Nil (Storm Over the Nile)
- 1956: Moby Dick
- 1956: Der eiserne Unterrock (The Iron Petticoat)
- 1957: Hilfe, der Doktor kommt! (Doctor at Large)
- 1958: Therese Etienne (Thérèse Étienne)
- 1960: Die Botschafterin
- 1960: Dreimal Liebe täglich (Doctor in Love)
- 1961: Skandal in der Whigmore Hall (Raising the Wind)
- 1961: Die Kanonen von Navarone (The Guns of Navarone)
- 1961: 16 Uhr 50 ab Paddington (Murder She Said)
- 1962: Dr. Crippen
- 1962: Das Ruhekissen (Le repos du guerrier)
- 1962: O Darling – was für ein Verkehr! (The Fast Lady)
- 1962: Das Feuerschiff
- 1963: Doktor in Nöten (Doctor in Distress)
- 1964: Der Tag danach (Up From the Beach)
- 1965: Ich, Dr. Fu Man Chu (The Face of Fu Man Chu)
- 1965: Die tollkühnen Männer in ihren fliegenden Kisten (Those Magnificent Men in Their Flying Machines or How I Flew from London to Paris in 25 Hours 11 Minutes) (Stimme)
- 1966: Lange Beine – lange Finger
- 1966: Hilfe, sie liebt mich nicht! (Doctor in Clover)
- 1966: The Trygon Factor
- 1967: Hell Is Empty
- 1968: Außergewöhnliche Geschichten (Histoires extraordinaires)
- 1968: Tschitti Tschitti Bäng Bäng (Chitty Chitty Bang Bang)
- 1968: Mayerling
- 1969: Der eine will’s, der andere nicht (Some Will, Some Won’t)
- 1970: Ein blinder Passagier hat’s schwer (Doctor in Trouble)